# Puerto Calero
Puerto Calero es una localidad de Lanzarote perteneciente al municipio de Yaiza. En el año 2020 contaba con 420 habitantes.

## Historia
Puerto Calero comenzó con el proyecto de urbanización promovida por el empresario José Calero en 1983, proyecto que incluía un puerto deportivo, una zona comercial, zona residencial y un campo de golf, así se crea la sociedad Puerto Calero SA, que, dos años más tarde, en 1985, hace realidad el puerto inicial, con 198 atraques, mientras que el Plan Parcial se va desarrollando y configurando poco a poco como un nuevo y moderno núcleo poblacional.
En 1992, Puerto Calero proyecta una ampliación doblando su capacidad de atraques, hasta llegar a 400 en 1996. Por último, en 2004, en una obra de gran calado, se crea un nuevo espacio para albergar 40 plazas de megayates. Puerto Calero es un referente mundial en esta especialidad por la alta cualificación en la prestación de estos servicios y por el trato a los usuarios y el respeto y cuidado al medio ambiente. Prueba de ello son los importantes galardones obtenidos al ser la primera marina en conseguir las cinco Estrellas Azules IMCI en España, y la concesión de la Bandera Azul durante casi 20 años consecutivos. La Comisión de Urbanismo y Medio Ambiente de Canarias en sesión de fecha 30 de septiembre de 1986 acordó la aprobación definitiva del plan parcial. (BOCA nº 121, de 8 de octubre de 1986). Más tarde comenzó a desarrollarse otro plan parcial en la zona denominado Cortijo Viejo.
Puerto Calero es la marina más establecida de Lanzarote, con más de 35 años recibiendo navegantes, procedentes de todo el mundo, en sus instalaciones. Naturalmente protegida en un acogedor y soleado microclima y con los principales servicios de asistencia, la marina es un perfecto oasis para los navegantes. Es considerado como uno de los destinos más exclusivos y prestigiosos del mundo de la vela, mientras que retiene un carismático ambiente familiar y cercano. Las instalaciones cuentan con servicio de varadero y en su Paseo Marítimo podrá encontrar una variada oferta gastronómica así como atractivas boutiques con firmas de primer nivel.

## Situación
Esta asentada en lo que fueron tres desembocaduras de barranco: el barranco de la Pila, el Barranco de la Calera y el Barranco del agua. Además en la zona ya había algunas casas diseminadas habitadas por ciudadanos extranjeros, principalmente europeos. Geológicamente, Puerto Calero se asienta sobre la rampa lávica de las coladas de la Serie III de Temuime.